# 施瓊芳墓
施瓊芳墓位於臺南市南區的桶盤淺墓園內，是臺南市列為古蹟的四座古墳之一，而另外三座是明崇禎十五年（1642年）的曾振暘墓、同為永曆年間鄭家宗族之墓的藩府二鄭公子墓與清光緒三年（1877年）的施瓊芳墓。

## 簡介
施瓊芳墓建於光緒三年（1877年），是進士施瓊芳的墳墓，其次子施士洁亦為進士，父子二人為臺灣唯一一組父子雙進士。
該墓為單曲手的建築格局，經過多次整修後，僅剩墓碑為原物。其碑上寫著：「光緒丁丑年，岑江，皇清賜進士第考星階施公、敕封安人妣勤正黃氏墓，男士沅、士洁立。」。
2003年5月，施瓊芳墓公告為市定古蹟。2010年12月，臺南縣市合併升格後，成為「直轄市定古蹟」。